# Reinado Nacional del Café 2005
El Reinado Nacional del Café realizó su 23.a edición el 3 de julio de 2005 en Calarcá, Quindío. En la velada de elección y coronación, la Reina Nacional del Café 2004, Karina Carvalho Bedoya, entregó la corona a su sucesora, la Señorita Caldas, María Leonor Duque Trujillo.
María Leonor representó a Colombia en el Reinado Internacional del Café 2006, realizado en Manizales, Caldas, clasificando como Tercera Princesa.

## Resultados
| Título                          | Candidata                                         |
| ------------------------------- | ------------------------------------------------- |
| Reina Nacional del Café 2005    | - María Leonor Duque Trujillo Señorita Caldas     |
| Virreina Nacional del Café 2005 | - Adriana Betancur Montealegre Señorita Antioquia |
| Primera Princesa                | - Librada Inés Galicia Milanés Señorita Córdoba   |

## Candidatas
12 candidatas participaron en la versión 2005 del Reinado Nacional del Café.
| Candidata                  | Nombre                            |
| -------------------------- | --------------------------------- |
| Señorita Antioquia         | Adriana Betancur Montealegre      |
| Señorita Atlántico         | Lilibeth Tatiana Osorio Rodríguez |
| Señorita Barranquilla D.P. | Diana Victoria Quintero Acosta    |
| Señorita Caldas            | María Leonor Duque Trujillo       |
| Señorita Córdoba           | Librada Inés Galicia Milanés      |
| Señorita Cundinamarca      | Julieth Zamora Hernández          |
| Señorita Huila             | Natalia Tamayo Palacio            |
| Señorita Meta              | Heidy Johanna Moreno Gámez        |
| Señorita Quindío           | Verónica Alzate Valencia          |
| Señorita Santander         | Diana Plazas Rodríguez            |
| Señorita Tolima            | Ingrid Tatiana Varona Jiménez     |
| Señorita Valle             | Lina María González Becerra       |